# Raúl Rodríguez Navarro
Pour les articles homonymes, voir Raúl Rodríguez.
Raúl Rodríguez Navarro est un footballeur espagnol, né le 22 septembre 1987 à Vilassar de Mar. Il évolue au poste de défenseur.

## Biographie
Raúl Rodríguez est formé à l'UDA Gramenet, club avec lequel il débute en professionnel en troisième division lors de la saison 2007-2008. Après trois saisons en Segunda División B, il est recruté à l'été 2010 par l'Espanyol de Barcelone pour initialement évoluer avec la réserve.
Mais à la suite des départs en janvier 2011 des deux stoppeurs titulaires, Dídac Vilà et Víctor Ruiz, Raúl intègre l'équipe première et dispute dix matchs de Liga dont huit comme titulaire. Il joue un total de 80 matchs en première division espagnole avec cette équipe.

## Palmarès
Vierge